# 원자력 안전 및 진흥의 날
원자력 안전 및 진흥의 날(약칭: 원자력의 날)은 12월 27일이다. 과학기술정보통신부, 원자력안전위원회와 산업통상자원부 공동 주관으로 원자력 안전의 중요성을 고취하고 원자력 산업의 진흥을 촉진할 수 있는 행사를 개최하는 대한민국의 기념일이다. 2009년 12월 27일 UAE 원전 수출 성공을 계기로 원자력 안전을 고취하고 국내 원자력 분야 종사자의 사기를 진작하기 위해 2010년부터 법정기념일로 제정되었다.